# Kia Rio
Kia Rio (tiếng Hàn Quốc: 기아 리오) là dòng xe subcompact do Kia sản xuất từ tháng 11 năm 1999. Đến nay đã có 4 thế hệ khác nhau được ra mắt.

## Doanh số
Rio / K2 là mẫu xe bán chạy nhất của Kia trên toàn thế giới trong các năm 2012 và 2015.
| Năm  | Hoa Kỳ | Hàn Quốc | Toàn cầu |
| ---- | ------ | -------- | -------- |
| 2000 | 16,624 | 24,216   |          |
| 2001 | 51,541 | 18,651   |          |
| 2002 | 51,195 | 19,837   |          |
| 2003 | 41,285 | 7,844    |          |
| 2004 | 38,518 | 2,273    |          |
| 2005 | 30,290 | 15,663   |          |
| 2006 | 28,388 | 23,045   |          |
| 2007 | 33,370 | 25,919   |          |
| 2008 | 36,532 | 22,197   |          |
| 2009 | 34,666 | 18,532   |          |
| 2010 | 24,619 | 14,339   |          |
| 2011 | 20,111 | 15,537   |          |
| 2012 | 40,275 | 16,380   | 466,826  |
| 2013 | 40,742 | 11,037   |          |
| 2014 | 35,933 | 8,893    |          |
| 2015 | 23,742 | 6,987    | 466,573  |
| 2016 | 28,700 | 4,158    | 445,404  |
| 2017 | 16,760 | 2,028    | 252,327  |
| 2018 | 22,975 |          | 167,422  |
| 2019 | 24,961 |          | 264,535  |
| 2020 | 23,927 |          |          |
| 2021 | 31,362 |          |          |